# Franz Michael Hueber
Franz Michael Hueber († 22. Mai 1746 in Innsbruck) war ein österreichischer Barockmaler.

## Leben und Werk

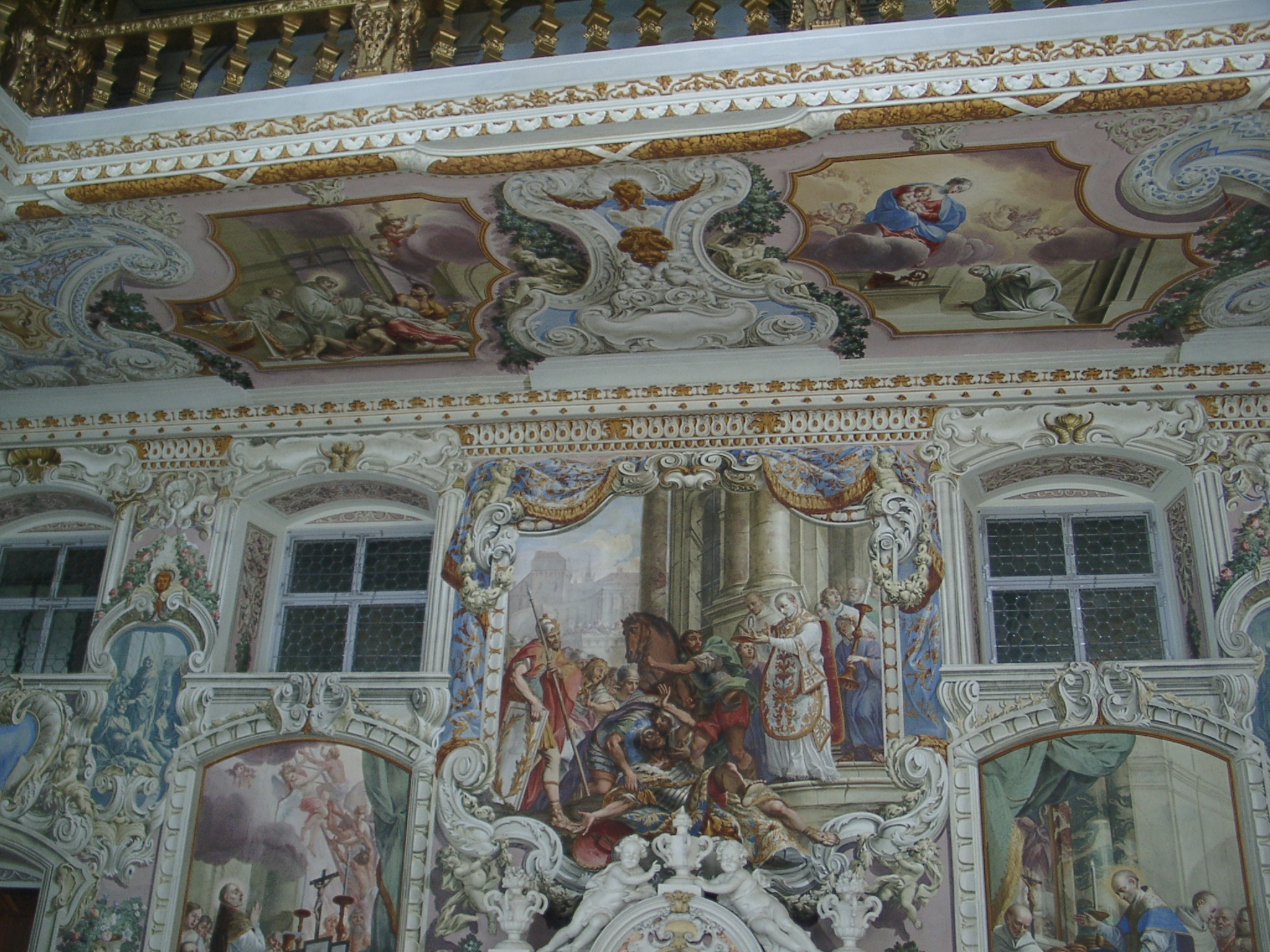
Bernardisaal im Stift Stams

Über Huebers Leben ist wenig bekannt, er war Bürger von Innsbruck und heiratete dort am 21. November 1701 Maria Elisabeth Valdiner, mit der er neun Kinder hatte. Er war als Hofmaler für den Tiroler Statthalter Karl Philipp von der Pfalz tätig und schuf insbesondere Dekorationsmalerei wie Heilige Gräber, Theaterkulissen oder die Trauerdekorationen zur Leichenfeier für Kaiserin Eleonore Magdalene Theresia im Mai 1720 und für Kaiser Karl VI. im Dezember 1740 in Zusammenarbeit mit dem Hofbaumeister Georg Anton Gumpp. 1711 malte er zusammen mit Josef und Johann Waldmann den Herkulessaal der Innsbrucker Hofburg aus (die Malereien wurden beim Umbau 1760 zerstört). 1729 malte er zusammen mit Johann Georg Höttinger d. J. Fresken des Marienlebens in der Pfarrkirche Maria Himmelfahrt in Schwaz, die bei der Regotisierung Anfang des 20. Jahrhunderts entfernt wurden. Erhalten hingegen ist die Freskoausschmückung des Bernardisaals im Stift Stams, die er 1722 zusammen mit seinem Schüler Anton Zoller schuf und die an den Wänden und an der Decke Szenen aus dem Leben des hl. Bernhard von Clairvaux zeigt. Zugeschrieben werden ihm die 1724 geschaffenen Deckenmalereien in der Heiligblutkapelle der Pfarr- und Wallfahrtskirche St. Oswald in Seefeld.